# Uzi Island
Uzi liegt im Süden von Sansibar, Tansania, und ist mit einem schmalen Damm mit der Hauptinsel Unguja verbunden. Das etwa sechs Kilometer lange Eiland ist nach Tumbatu die sechstgrößte Insel, welche die Hauptinsel des Sansibar-Archipels, Unguja, umgibt.
Der Distrikt Uzi hatte bei der Volkszählung vom 1. August 2002 2030 Einwohner.